# Launch Control Center
Launch Control Center (LCC) är en fyravåningsbyggnad vid Kennedy Space Center, belägen intill Vehicle Assembly Building. Den inrymmer fyra stora salar som från och med Apolloprogrammet använts för den tekniska ledningen av alla uppskjutningar i USA:s bemannade rymdprogrammen. När uppskjutningsfasen är över, d.v.s när rymdfärjan eller rymdraketen lämnat uppskjutningsrampen, tas ledningen över av Mission Control Center, vid Johnson Space Center i Houston.
|  |  |  |